# Попіл кохання
Попіл кохання (англ. Ashes of Love) — американська драма режисера Івана Абрамсона 1918 року.

## У ролях
- Джеймс К. Хекетт — Артур Вудрідж
- Еффі Шеннон — Луїза Мордік
- Рубі Де Ремер — Етель Вудрідж
- Мейбл Жюльєнна Скотт — Хелен Розідейл
- Хью Томпсон — Говард Розідейл
- Паула Шей
- Дора Міллс Адамс
- Вільям Б. Девідсон
- Вільям Бехтель
- Теа Талбот